# Мурсяково
Мурсяково (баш. Мөрсәк) — деревня в Кармаскалинском районе Республики Башкортостан Российской Федерации. Входит в состав Ефремкинского сельсовета.

## География

### Географическое положение
Расстояние до:
- районного центра (Кармаскалы): 12 км,
- центра сельсовета (Ефремкино): 4 км,
- ближайшей ж/д станции (Тазларово): 12 км.

## Население
| 2002 | 2009 | 2010 |
| ---- | ---- | ---- |
| 99   | ↘67  | ↗77  |

Национальный состав
Согласно переписи 2002 года, преобладающая национальность — башкиры (97 %).